# روبرتو مالون
روبرتو مالون (انگلیسی: Roberto Malone؛ زاده ۳۱ اکتبر ۱۹۵۶) یک بازیگر پورنوگرافی اهل ایتالیا است.